# Il cuore è uno zingaro/Insieme mai
Il cuore è uno zingaro/Insieme mai è un singolo della cantante italiana Nada, pubblicato dalla  RCA Italiana nel 1971.
Il lato A del disco vinse il Festival di Sanremo 1971 insieme alla versione di Nicola Di Bari e partecipò anche a Canzonissima di quell'anno.
I brani sono entrambi composti da Claudio Mattone e Franco Migliacci.
Il disco è prodotto dallo stesso Migliacci, mentre l'orchestra è diretta da Ruggero Cini.

## Tracce
1. Il cuore è uno zingaro
2. Insieme mai